# Rocky Harbour
Rocky Harbour es un pueblo canadiense situado en la provincia de Terranova y Labrador.

## Superficie
Rocky Harbour tiene una superficie de 12,08 km².

## Demografía
En 2021, tenía 937 habitantes, una densidad poblacional de 77,6 hab./km², y 556 viviendas.